# Claudio Castricone
Claudio Pablo Castricone (Villa Constitución, 16 de abril de 1958) es un eclesiástico católico argentino. Es el obispo auxiliar de Orán, desde marzo de 2023.

## Biografía
Claudio Pablo nació el 16 de abril de 1958, en la ciudad argentina de Villa Constitución.
Completó sus estudios eclesiásticos en el Seminario Arquidiocesano de Rosario.

### Sacerdocio
Su ordenación sacerdotal fue el 23 de noviembre de 1984, incardinándose en la arquidiócesis de Rosario.
Como sacerdote desempeñó los siguientes ministerios:
- Cuasipárroco de Ntra. Sra. de Itatí, en el barrio Las Flores de Rosario (1985-1992).[2]
- Capellán del Colegio Santísimo Rosario.
- Representante legal de la Escuela San Martín de Porres.
- Representante legal de la Escuela Ntra. Sra. de Itatí.[3]
- Administrador parroquial de Ntra. Sra. de la Paz, en Villa Gobernador Gálvez.
- Párroco de Ntra. Sra. de Itatí.
- Párroco de la Inmaculada Concepción, de la localidad de Arteaga (1993-1995).
- Vicario parroquial de Ntra. Sra. de la Consolata.[3]
- Capellán de la capilla San Vicente de Paúl, en Puente Gallegos de Rosario (1996-2004).[2]
- Vicario parroquial de San Antonio de Padua.
- Capellán del Hospital Español.
- Delegado episcopal para el área de Pastoral carcelaria.
- Capellán del Colegio Sagrada Familia (1997-2004).[1]
- Párroco de San Vicente de Paúl, en Puente Gallegos de Rosario.

En la diócesis de Formosa, trabajó en la parroquia San Francisco de Asís, en San Francisco de Laishí (2005-2010).
- Miembro (desde 2009) y vicedirector (2018-2021) de la Junta Nacional de Catequesis.[4]
- Párroco de Ntra. Sra. del Carmen, en Godoy (2010-2015).
- Decano del Decanato Villa Constitución.
- Miembro del Consejo Presbiteral (2015-2023).[5]
- Párroco in solidum de Ntra. Sra. de Fátima (2016-2023).
- Miembro del Colegio de los Consultores (2018-2023).
- Miembro de la Junta Arquidiocesana de Catequesis (2018-2023).
- Decano del Decanato Sur de la Arquidiócesis de Rosario (2021-2023).
- Delegado episcopal para la Pastoral de Barrios populares (hasta 2023).

### Episcopado
El 9 de marzo de 2023, el papa Francisco lo nombró obispo titular de Castra Nova y obispo auxiliar de Orán.
Tras su nombramiento, se puso como lema la frase: "Jesucristo es el Señor".
Fue consagrado el 26 de mayo del mismo año, en la plaza de la Catedral de Nueva Orán, a manos del obispo Luis Antonio Scozzina OFM.

## Premios
- Reconocimiento "Premio Servicio a través de la Ocupación" (2015).[2]